# El hombre lobo (película de 2010)
El hombre lobo (en inglés: The Wolfman) es una película estadounidense dirigida por Joe Johnston, mediante un guion escrito por Andrew Kevin Walker y David Self. Es una nueva versión del clásico de terror de 1941, El hombre lobo y está protagonizada por Benicio del Toro (quien participa como productor), Anthony Hopkins, Emily Blunt y Hugo Weaving. La historia de la película sigue a un actor shakespeariano radicado en Estados Unidos que, después del brutal asesinato de su hermano, regresa a su tierra ancestral en Inglaterra (Reino Unido), donde es mordido por un hombre lobo y recibe la maldición de convertirse en uno de ellos.
Mark Romanek estaba originalmente designado para dirigir la película, pero lo dejó semanas antes del rodaje debido a diferencias creativas y problemas presupuestarios. Johnston fue contratado cuatro semanas antes del rodaje principal, con la impresión de que podría rodar la película en 80 días como pretendía Universal. Sin embargo, las regrabaciones ampliaron la producción, inflaron el presupuesto y retrasaron el estreno de la película varias veces. La película sufrió numerosas versiones alternativas durante la postproducción. Danny Elfman fue reemplazado brevemente por Paul Haslinger como compositor de la película; sin embargo, el estudio volvió a utilizar la partitura previamente completada de Elfman un mes antes del estreno de la película después de encontrar que la partitura electrónica de Haslinger no era la adecuada.
El hombre lobo tuvo su estreno mundial en el Arclight Hollywood el 27 de enero de 2010. La película se estrenó el 10 de febrero de 2010 en Francia y el 12 de febrero de 2010 en los Estados Unidos por Universal Pictures. A pesar de las críticas negativas, fue la ganadora del Óscar al Mejor maquillaje, pero terminó siendo un fracaso de taquilla, logrando recaudar $142,6 millones de dólares frente a un presupuesto de producción de $150 millones de dólares.

## Argumento
En 1891, Ben Talbot (Simon Merrells) es asesinado por una misteriosa criatura humanoide en los bosques de Blackmoor durante la noche. Gwen Conliffe (Emily Blunt), la prometida de Ben, contacta mediante una carta con su hermano Lawrence (Benicio del Toro), actor shakespeariano, diciéndole que Ben ha desaparecido. Lawrence regresa a la finca familiar en Blackmoor, donde tiene una complicada reunión con su distanciado padre, Sir John (Anthony Hopkins), quien le informa a Lawrence sobre el cuerpo mutilado de Ben guardado en un matadero.
En un bar local, Lawrence escucha a los lugareños discutir sobre el asesinato tras creer que se trató del ataque de un animal salvaje. Sin embargo, muchos culpan a los gitanos, acampados en las afueras del pueblo, mientras que otro lugareño comenta que el asesinato fue muy parecido a uno ocurrido varias décadas atrás, sospechando que el presunto responsable fue un hombre lobo. Luego, Lawrence experimenta recuerdos de su vida mientras recorre la mansión de su familia, donde su madre Solana (Cristina Contes), quien aparentemente se suicidó cuando él era niño. Lawrence vio a su padre junto al cadáver de su madre; después fue enviado a un hospital psiquiátrico de Londres durante un año, habiendo sufrido alucinaciones relacionados con el evento.
Durante una noche de luna llena, Lawrence visita a los gitanos y los habitantes del pueblo llegan al campamento para confiscar el oso bailarín de los gitanos, creyendo que es el asesino, pero un hombre lobo ataca el campamento en donde termina matando y mutilando a varios gitanos y habitantes del pueblo. Antes de que el hombre lobo sea ahuyentado por los cazadores locales, Lawrence es mordido por este y una gitana llamada Maleva (Geraldine Chaplin) cura sus heridas, pero su hija insiste en que el maldecido Lawrence debe ser asesinado antes de que mate a otros. Maleva se niega, diciendo que aún es hombre y solamente alguien que lo ame podrá salvarlo.
Después de una noche de sueños febriles, Lawrence se recupera con una velocidad antinatural y desarrolla gran vitalidad y sentidos más aguzados. El sirviente de su padre, Singh (Art Malik), le muestra a Lawrence un estuche con balas de plata, mientras le dice que algo monstruoso anda suelto en Blackmoor. El inspector Francis Abberline (Hugo Weaving) llega para investigar los asesinatos y sospecha que Lawrence es el responsable, basándose en su historial y sus interpretaciones de personajes mentalmente enfermos. Aterrorizado por la posibilidad de hacerle daño a Gwen, Lawrence la envía de regreso a Londres para su seguridad. A continuación, sigue a su padre hasta la cripta de su madre, donde Sir John se encierra, mientras da una escalofriante advertencia críptica a Lawrence. Momentos después, Lawrence sufre una dolorosa transformación en hombre lobo para después internarse en el bosque en donde unos cazadores le tienden una trampa, pero el hombre lobo fácilmente se libera y asesina a todos los cazadores.
A la mañana siguiente, Abberline y la policía arrestan a Lawrence y de regreso a Lambeth, es encerrado en el mismo asilo que cuando era niño y es sometido a dolorosos tratamientos por el sádico Dr. Hoenneger (Antony Sher). Sir John visita a Lawrence en su celda y le explica que hace 25 años, mientras realizaba una expedición de caza del Hindukush en la India, fue mordido por un niño salvaje infectado con licantropía. Enloquecido por su condición, Sir John ha aceptado su maldición y ha decidido dejarse llevar durante sus transformaciones. Le informa a Lawrence que la luna llena se va a manifestarse y deja una navaja de afeitar en caso de que Lawrence considere suicidarse y este comprende que su padre, convertido en hombre lobo, mató a su madre y a su hermano e hizo que su sirviente Singh lo dejara encerrado cada noche de luna llena y contempló el suicidio durante años. Sabiendo que nadie creería a Lawrence, Sir John se marcha, dejándolo permanentemente en el asilo.
El Dr. Hoenneger pretende pasar una noche con el fin de estudiar las alucinaciones de Lawrence y así probar que es un hombre lobo solamente en su imaginación, exponiéndolo a la luna llena mientras da una conferencia nocturna como caso de estudio. Lawrence intenta advertir a los asistentes del peligro inminente; al principio, ellos se ríen y se burlan de él, pero justo en ese momento, Lawrence se transforma en hombre lobo, provocando un gran alboroto y pánico en el asilo. En el proceso, termina matando a algunos enfermeros y al Dr. Hoenneger (lanzándolo por una ventana y cayendo sobre las rejas terminando empalado) antes de escapar y crear el caos por todo Londres, mientras Abberline va persiguiéndolo. Al día siguiente, Lawrence visita la tienda de antigüedades de Gwen buscando su ayuda. Ahí se dan cuenta de que están enamorándose y se besan apasionadamente. Abberline llega a registrar la tienda, pero para entonces Lawrence ya se había escapado a Blackmoor y unas horas después, Abberline va a la mansión Talbot y espera afuera, armándose y acompañando a los policías con balas de plata. Gwen busca a Maleva con la esperanza de curar a Lawrence, pero Maleva le dice que no existe ninguna cura para salvarlo y que Lawrence debe morir con dignidad.
Lawrence llega a la mansión Talbot y encuentra el cuerpo mutilado de Singh y a uno de los hombres de Abberline. Recarga la escopeta con las balas de plata de Singh, pero cuando intenta dispararle a su padre, descubre que este les quitó la pólvora hace muchos años. Mientras los Talbot pelean entre sí, con Sir John golpeando a Lawrence con un bastón de plata, surge la luna llena y se transforman en hombres lobo. En el proceso y durante la pelea entre ambos hombres lobo, incendian la mansión Talbot. Aunque Sir John logra ganar ventaja y hiere a Lawrence, este último lo arroja a la chimenea haciendo que se prenda en llamas, para finalmente decapitar a su padre de un golpe, vengando la muerte de su madre y su hermano.
Abberline intenta dispararle al hombre lobo, pero Gwen desvía el tiro y al intentar contener a Lawrence, Abberline es mordido. Luego persigue a Gwen y la atrapa al borde de un acantilado. Ella implora a Lawrence, cuya conciencia la reconoce. Mientras titubea, la policía y los cazadores se acercan, distrayendo a Lawrence el tiempo suficiente para que Gwen le dispare fatalmente con el arma de Abberline. Mientras Lawrence recupera su forma humana, agradece a Gwen por liberarlo de su maleficio y muere en sus brazos. Abberline llega con los cazadores, pero cuando mira la luna llena, se horroriza mentalmente al darse cuenta de su destino inevitable como el próximo hombre lobo después de ser mordido por Lawrence. La mansión Talbot se quema totalmente en el proceso y momentos después, un aullido del hombre lobo se escucha en la distancia.

## Reparto
- Benicio del Toro como Lawrence "Larry" Talbot / Hombre lobo.
  - Mario Marín-Bórquez como el joven Lawrence "Larry" Talbot.
- Anthony Hopkins como Sir John Talbot / Hombre lobo.
- Emily Blunt como Gwen Conliffe.
- Hugo Weaving como el inspector Francis Abberline (basado libremente en Frederick Abberline).
- Geraldine Chaplin como Maleva.
- Olga Fedori como la hija de Maleva.
- Art Malik como Singh.
- Antony Sher como Dr. Hoenneger.
- David Schofield como el agente Nye.
- David Sterne como Sr. Kirk.
- Lorraine Hilton como Sra. Kirk
- Simon Merrells como Benjamin "Ben" Talbot.
  - Asa Butterfield como el joven Benjamin "Ben" Talbot.
- Cristina Contes como Solana Talbot.
- Michael Cronin como Dr. Lloyd.
- Nicholas Day como el coronel Montford.
- Clive Russell como MacQueen.
- Roger Frost como el reverendo Fisk.
- Max von Sydow como un anciano en el tren que le entrega a Lawrence un bastón de plata (sólo en la versión extendida).[5]
- Rick Baker como un gitano que muere siendo la primera víctima del hombre lobo (cameo).[6]
- Gene Simmons y David Lee Roth como los sonidos del aullido del hombre lobo (junto a cantantes de ópera e imitadores de animales).[7][8]
- Sam Hazeldine como Horatio.

## Doblaje
| Personaje                             | Actor original (Estados Unidos) | Actor de doblaje (Hispanoamérica) | Actor de doblaje (España) |
| ------------------------------------- | ------------------------------- | --------------------------------- | ------------------------- |
| Lawrence "Larry" Talbot/Hombre Lobo   | Benicio del Toro                | Sergio Gutiérrez Coto             | Juan Antonio Bernal       |
| Lawrence "Larry" Talbot (joven)       | Mario Marin-Borquez             | N/A                               | Pedro Torrabadella        |
| Sir John Talbot                       | Anthony Hopkins                 | Armando Réndiz                    | Camilo García             |
| Gwen Conliffe                         | Emily Blunt                     | Mireya Mendoza                    | Esther Solans             |
| Inspector Francis Abberline           | Hugo Weaving                    | Jorge Badillo                     | Juan Carlos Gustems       |
| Singh                                 | Art Malik                       | Raúl Anaya                        | Enric Isasi-Isasmendi     |
| Dr. Hoenneger                         | Antony Sher                     | Jesse Conde                       | Claudi García             |
| Reverendo Fisk                        | Roger Frost                     | Óscar Gómez                       | Gonzalo Abril             |
| Coronel Montford                      | Nicholas Day                    | Sergio Barrios                    | Félix Benito              |
| Dr. Lloyd                             | Michael Cronin                  | Carlos Águila                     | Emilio Freixas            |
| MacQueen                              | Clive Russell                   | Blas García                       | César Lechiguero          |
| Sr. Kirk                              | David Sterne                    | Alejandro Mayén                   | Miguel Ángel Jenner       |
| Sra. Kirk                             | Lorraine Hilton                 | Magda Giner                       | Marta Dualde              |
| Maleva                                | Geraldine Chaplin               | Luna Arjona                       | N/A                       |
| Hija de Maleva                        | Olga Fedori                     | Xóchitl Ugarte                    | N/A                       |
| Carnicero                             | Malcolm Scates                  | Juan Alfonso Carralero            | Toni Solanes              |
| Hombre en el tren (versión extendida) | Max von Sydow                   | Rubén Moya                        | Joaquín Díaz              |
| Insertos                              | N/A                             | Rubén Moya                        | N/A                       |

### Voces adicionales
| - Andrés García - Arturo Mercado Jr. - Berenice Vega - Germán Fabregat - Juan Carlos Tinoco - Pedro D'Aguillón Jr. - Ricardo Méndez - Salvador Reyes |

## Producción

### Desarrollo

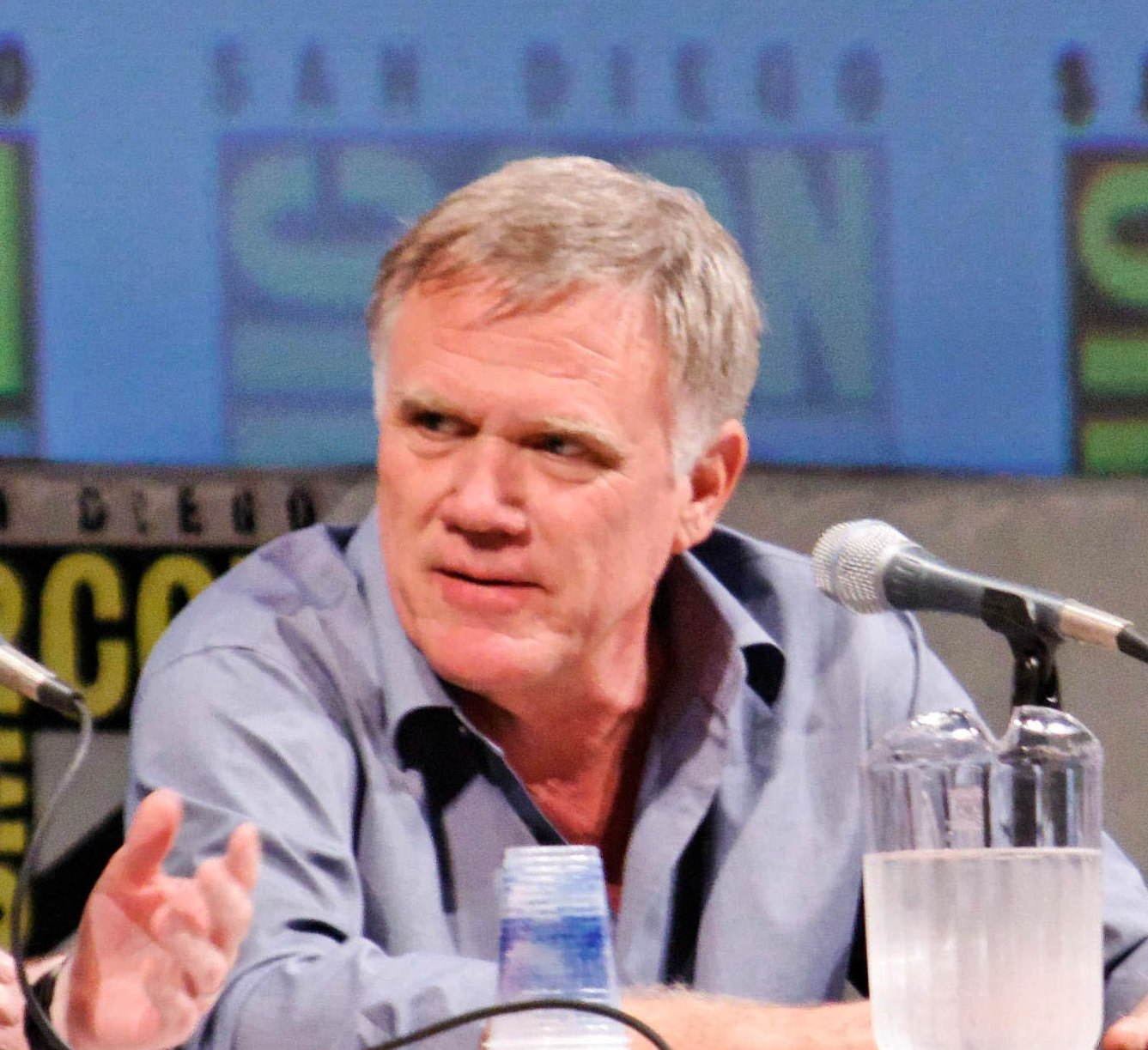
Joe Johnston fue contratado como director en febrero de 2008, reemplazando a Mark Romanek, quien abandonó la película debido a diferencias creativas.

En marzo de 2006, Universal Pictures anunció la nueva versión de El hombre lobo con el actor Benicio del Toro, un gran admirador del largometraje original y coleccionista de recuerdos de Lon Chaney, Jr., en el papel principal. El guionista Andrew Kevin Walker participó en el guion y desarrolló la historia de la película original para incluir personajes adicionales, así como puntos de la trama que aprovecharían los efectos visuales modernos. Del Toro también buscó inspiración en Un hombre lobo americano en Londres y La maldición del hombre lobo.
En febrero de 2007, el director Mark Romanek asumió la dirección de la película. La visión original de Romanek era "infundir un equilibrio cinematográfico en el escenario de una película de palomitas de maíz", afirmando: "Cuando hay una cierta cantidad de dinero involucrada, estas cosas ponen un poco nerviosos a los estudios y productores. No necesariamente lo entienden o sienten que la balanza se inclinará demasiado hacia algo esotérico, y nunca pudimos llegar a un acuerdo sobre el equilibrio adecuado para ese tipo de cosas. Al final, tenía más sentido para ellos encontrar un director que cumpliera con su idea de la película que querían y simplemente nos separamos".
En enero de 2008, Romanek terminó abandonando el proyecto debido a diferencias creativas. Brett Ratner surgió como uno de los favoritos para reemplazar a Romanek, pero el estudio también se reunió con Frank Darabont, James Mangold y Joe Johnston. También estaban interesados en Bill Condon y Martin Campbell estaba interesado en el proyecto. Johnston fue contratado para dirigir la película el 3 de febrero de 2008, y el calendario de rodaje y el presupuesto de la película se mantuvieron según lo previsto. Johnston contrató a David Self para reescribir el guion.

### Rodaje
El rodaje tuvo lugar del 3 de marzo al 23 de junio de 2008 en el Reino Unido. En ese momento, la película tenía un presupuesto de $85 millones de dólares y se filmaron en el Pinewood Studios en Buckinghamshire, Chatsworth en Derbyshire y Castle Combe en Wiltshire. La transformación del Chatsworth House hizo agregar malezas, pasto muerto y hiedra. También rodaron en Lacock, Wiltshire, un pueblo conservado por la Fundación Nacional para Lugares de Interés Histórico o Belleza Natural durante un día (el granero del carnicero y tomas exteriores). Universal donó £5.000 libras esterlinas al pueblo a cambio de rodar en el granero del diezmo una escena en la que aparecen cadáveres congelados. También se filmó una escena de funeral junto al Templo de la Virtud Antigua en Stowe House, con el templo cubierto de hiedra falsa y grandes cantidades de humo y niebla flotando sobre el escenario. Algunas otras escenas se filmaron en Dartmoor, Devon, en Foggintor Quarry. Las escenas recogidas en Pinewood Studios se realizaron en mayo de 2009.
El elenco y el equipo volvieron a filmar la película en los terrenos del Old Royal Naval College y el parque de Greenwich durante los fines de semana del 22 al 25 y del 30 al 31 de mayo de 2009. El propósito de las nuevas filmaciones era cambiar la forma en que se veía un hombre lobo en la película. Antes se apoyaba en dos patas, pero ahora se apoya en cuatro. Además, se agregó una escena de acción entre "el Hombre Lobo antiguo y el Hombre Lobo moderno", según lo explicó el director de la segunda unidad, Vic Armstrong.

### Efectos visuales
Rick Baker creó el maquillaje para el personaje titular. Cuando se enteró de que Universal estaba rehaciendo la película, la siguió con entusiasmo, ya que tanto El hombre lobo como Frankenstein lo inspiraron a convertirse en maquillador cuando era niño. Reconoció que transformar a Del Toro no fue difícil porque es un hombre peludo: "Pasar de Benicio a Benicio como el Hombre Lobo no es una diferencia realmente extrema. Como cuando hice Un hombre lobo americano en Londres, pasamos de este hombre desnudo a un hellhound de cuatro patas y teníamos mucho espacio para pasar de la transformación y hacer muchas cosas realmente extremas. Aquí tenemos a Benicio, que ya es prácticamente el hombre lobo y a Benicio con más pelo y dientes más grandes".
Baker y Del Toro se mostraron firmes en cuanto a que el diseño se asemejara al maquillaje creado por Jack Pierce para la película de 1941, pero Romanek realizó miles de representaciones de arte conceptual. Cuando Johnston firmó, Baker volvió a su segundo diseño, que es el resultado final y el maquillaje tardó tres horas en aplicarse y una hora en retirarse. Cada día se aplicaban nuevas piezas de maquillaje protésico de látex y cabello suelto en el rostro de Del Toro, mientras que se creaban varias dentaduras postizas y pelucas en caso de que algunas resultaran dañadas.
Baker dijo que la transformación probablemente sería imágenes generadas por computadora (CGI), lo que lo decepcionó porque no estaría involucrado y sintió que parecería poco realista (ya que los animadores no tenían su conocimiento del diseño). El director Joe Johnston explicó que unirse a la película tres semanas antes de la fotografía imponía limitaciones a su capacidad para filmar sin utilizar efectos CGI. Ha declarado: "Reconocí que había cosas que iba a poder hacer desde el principio hasta el final, y cosas para las que tenía que depender de la postproducción". En referencia a filmar la transformación real de Benicio del Toro. sobre el Hombre Lobo, Johnston explicó además: "Decidí filmar básicamente solo a Benicio, en la secuencia en la que se transforma y decidir en la posproducción cuál quería que fuera la transformación. Esa fue realmente mi razón principal [para usar CGI]; me dio mucha más flexibilidad". En febrero de 2009, el arte de ZBrush de la transformación de Baker se filtró en línea. Además de la película, en Halloween Horror Nights de 2009, Universal Studios Florida agregó la película al evento.

## Banda sonora
Se informó que Danny Elfman había escrito una partitura oscura, melódica y de mal humor para The Wolfman, que fue rechazada por el estudio después de que la película se redujo media hora y la música se volvió demasiado "de pared a pared", creando lo que Johnston llamó demasiada repetición. Debido a que no pudo regresar y volver a componerla (porque estaba obligado contractualmente a trabajar en la banda sonora de la película Alicia en el país de las maravillas de Tim Burton), los productores decidieron que, en lugar de ampliar sus ideas con un nuevo compositor, un camino que finalmente tomarían, intentarían en cambio un enfoque completamente diferente con un compositor diferente, que incluiría una extensa re-filmación de escenas.
La idea era acelerar el ritmo y lograr un tono similar al de la exitosa serie de películas Underworld, convirtiendo una historia lenta en una mucho más rápida. Posteriormente, Paul Haslinger escribió una encarnación electrónica contemporánea de la partitura, que el estudio rápidamente se dio cuenta de que no era apropiada para el entorno gótico de a finales del siglo XIX. La partitura original previamente grabada de Elfman es como resultado, la que se utiliza en la película final. Aunque la grabación original de Elfman se utilizó en la película final, se contrataron varios compositores adicionales (Conrad Pope, Edward Shearmur y Thomas Lindgren) para dar forma a la partitura de Elfman para que se ajustara al montaje final de la película, así como para componer material nuevo.
La versión de Danny Elfman de la música de The Wolfman se estrenó oficialmente el 23 de febrero, 11 días después del estreno de la película. Esta es en realidad la música original que Elfman hizo para la versión anterior del largometraje antes de que fuera rechazada temporalmente. Por lo tanto, la música de la película final era en gran medida diferente del trabajo original en el CD, que reflejaba la primera encarnación de la partitura. Casi al mismo tiempo se publicó una supuesta muestra de la partitura rechazada de Haslinger, pero finalmente el productor discográfico Ford A. Thaxton y el propio Haslinger confirmaron que era falsa.
El músico de dark ambient Lustmord contribuyó con "algunos sonidos para la partitura".

## Estreno

### Comercialización
Varias empresas participaron en el merchandising de la película. Rubies Costumes produjo disfraces tanto para niños como para adultos. Debido a que estos disfraces se venden a los minoristas con meses de anticipación, los disfraces de Halloween salieron en 2009, ya que la película que se retrasó hasta el 2010 ocurrió después de que los disfraces se enviaron a los minoristas. Mezco Toyz produjo figuras de acción del protagonista titular de 7 y 12 pulgadas de alto. y también produjeron réplicas del medallón de la película. A principios de enero de 2010, Mezco Toyz donó los prototipos de los juguetes al Museo de la Imagen en Movimiento de Nueva York. Una novelización de Jonathan Maberry fue lanzada el 2 de febrero de 2010, coincidiendo con el relanzamiento en DVD de la película de 1941.

### Teatral
La película se retrasó varias veces durante la producción y su estreno estaba previsto para el 14 de noviembre de 2008, el 13 de febrero de 2009, el 3 de abril de 2009, y el 6 de noviembre de 2009. El primer tráiler de la película se adjuntó al largometraje Bastardos sin gloria, estrenado el 21 de agosto de 2009. La película se estrenó en algunos mercados europeos el 10 y 11 de febrero de 2010.

### Formato casero
Las ediciones en DVD y Blu-ray salieron al mercado el 1 de junio del 2010. Ambas ediciones incluyen el corte teatral y un corte extendido, restaurando 17 minutos de la película. Las características especiales del disco Blu-ray incluyen artículos sobre la realización de la película, incluidos dos finales alternativos. Las únicas características especiales incluidas en el DVD estándar son escenas eliminadas y ampliadas. Best Buy lanzó un exclusivo conjunto de DVD de 2 discos que incluye un disco adicional con la mayoría de las características especiales del BD. Tras el lanzamiento del Blu-ray, los espectadores tuvieron la oportunidad de ver la película original de 1941.
En Estados Unidos y Canadá, el DVD recaudó $21.8 millones de dólares y el Blu-ray recaudó $5.9 millones de dólares, en total $27.8 millones de dólares en ventas de video nacionales.

#### Corte extendido
Los lanzamientos en DVD/Blu-ray incluyen un "montaje del director sin clasificación", con 17 minutos adicionales de metraje y la inclusión del clásico logotipo de Universal de la era de los años 1940 al comienzo de la película. Johnston dijo que la razón para eliminar los 17 minutos del montaje teatral fue "impulsar la historia para que el público pudiera llegar antes a la primera transformación del hombre lobo". El metraje adicional contiene el origen del bastón-espada de plata y también el papel no acreditado y completamente eliminado interpretado por Max von Sydow, quien era el propietario original del bastón. El personaje indica que lo obtuvo en Gévaudan, provincia francesa donde en el siglo XVIII los aldeanos fueron atacados por una bestia desconocida conocida como la Bestia de Gévaudan. Aunque el crédito de Max von Sydow está ausente en el montaje teatral, todavía hay un crédito por "Asistente del Sr. von Sydow".

## Recepción

### Taquilla
La película recaudó $9,9 millones de dólares en su primer día y $31,5 millones de dólares en su primer fin de semana, quedando en segundo lugar en taquilla después de la película Día de San Valentín. The Wolfman recaudó $62,2 millones de dólares a nivel nacional y $80,5 millones de dólares a nivel internacional, recaudando $142,6 millones de dólares en todo el mundo. En 2014, Los Angeles Times agregó la película a su lista de "fracasos de taquilla más costosos de todos los tiempos".

### Crítica
En Rotten Tomatoes, la película tiene un índice de aprobación del 33% basado en 223 reseñas, con una calificación promedio de 4,80/10. El consenso de los críticos del sitio dice: "Adecuadamente grandioso y cargado de efectos especiales, The Wolfman adolece de un guion deficiente en suspenso y una sorprendente falta de escalofríos genuinos". En Metacritic, la película tiene una puntuación de 43 sobre 100 basada en 36 críticas, lo que indica "críticas mixtas o promedio". El público encuestado por CinemaScore le dio a la película una calificación promedio de "C+" en una escala de A+ a F.
El crítico de cine Roger Ebert le dio a la película dos estrellas y media de cuatro, elogiando las ubicaciones atmosféricas y el alcance melodramático, pero lamentando los efectos CGI que consideraba perjudiciales. Peter Travers de Rolling Stone asignó a la película una estrella y media de cuatro, y concluyó que "El hombre lobo muerde, pero no, creo de la forma que pretendían los realizadores". Owen Glieberman de Entertainment Weekly elogió la actuación de Del Toro como Lawrence Talbot, comparándola favorablemente con la de Lon Chaney Jr., en la película de 1941.
Ronald Meyer, entonces presidente de Universal Studios en el momento del estreno de la película, consideró la película como "mala" y la consideró "una de las peores películas que jamás hayamos hecho".

### Premios
En 2010, The Wolfman ganó en la 37.ª edición de los premios Saturn al mejor maquillaje. En 2011, el creador de efectos de maquillaje Rick Baker y el supervisor Dave Elsey recibieron un Premio de la Academia al Mejor Maquillaje en la 83.ª edición de los Premios de la Academia.